# Воронцова-Вельяминова, Наталья Александровна
Ната́лья Алексан́дровна Воронцо́ва-Вельями́нова (урождённая Пу́шкина; 5 (17) августа 1859 — 5 (18) декабря 1912) — русский общественный деятель, благотворительница.

## Биография
Старший ребёнок Александра Александровича Пушкина и его первой супруги Софьи Александровны, урождённой Ланской. Внучка Александра Сергеевича Пушкина и Натальи Николаевны, урождённой Гончаровой.
Наталья Александровна родилась в Санкт-Петербурге, в конногвардейских казармах, где располагалась квартира её отца. Имя получила в честь своей бабушки, Натальи Николаевны, которая подарила новорожденной внучке кроватку из красного дерева с кисейным пологом и собственноручно связанное гарусное одеяло, позднее ставшие семейными реликвиями. Домашнее прозвище — Таша.
Образование получила домашнее, затем училась в гимназии. Владела французским, немецким и английским языками, увлекалась историей и прекрасно рисовала, унаследовав талант от матери. Сочиняла Наталья Александровна и стихи, но никогда их не публиковала. Согласно семейному преданию, её отец не поощрял эти занятия среди своих детей, опасаясь сравнения с Пушкиным: «Славы себе не создашь. Можешь лишь попасть в неловкое положение. Свои силы, свои таланты, у кого они есть применяйте на каком-нибудь другом поприще».
В 1875 году Наталья Александровна потеряла мать, которая скончалась от воспаления легких. Детей отправили в Лопасню, где их воспитанием занималась двоюродная сестра матери — Анна Николаевна Васильчикова (1825/1835—1904). Иногда отец забирал детей к себе, тогда они поручались заботам его сестры Марии Александровны. В 1880 году Александр Александрович женился на Марии Александровне Павловой (1852—1919) «в надежде, что она заменит мать младшим его дочерям Наде и Вере», но по воспоминаниям Е. Н. Бибиковой: «Мария Александровна … часто жаловалась на старика мужа — разогнала его детей от первого брака…». Некоторое время Таша жила в Москве в семье Сухово-Кобылиных, которые также приходились ей дальней роднёй.
Во время одного из визитов к отцу в полк Наталья Александровна познакомилась с Павлом Аркадьевичем Воронцовым-Вельяминовым, представителем бобруйской ветви старинного дворянского рода. О нём говорили: «Человек чести с прямым характером». Блестящий офицер, принимавший участие в русско-турецкой войне и отличавшийся храбростью в сражениях, за что был удостоен именной серебряной сабли, Павел Аркадьевич пользовался особым уважением А. А. Пушкина. Анна Николаевна Васильчикова писала сестре: «… Таша была у нас здесь со своим женихом. Он нам всем понравился,… Во-первых (я такое мнение слышала), он не говорит по-французски, потом он должен быть очень благоразумным, не желает жить выше своих средств… Потом он очень религиозен и не скрывает этого; очень строгих воззрений на счет супружеской жизни и обязанностей; кокетства очень не любит — ну а этим Таша грешит не очень!…» После венчания молодые поселились в Козлове.
Через несколько лет после свадьбы Павел Аркадьевич вышел в отставку по семейным обстоятельствам, и супруги уехали в имение его матери, Вавуличи, в 10 верстах от Бобруйска. Первые годы брака семья жила скромно, все средства находились в руках отца Павла Аркадьевича, который обращался с деньгами очень неэкономно, что заставляло Наталью Александровну переживать за будущее своих детей. Лишь в 1903 году усадьба перешла к П. А. Воронцову-Вельяминову. Супругам принадлежал также дом в Бобруйске, который был снесён в конце 1960-х годов и на его месте построен дворец бракосочетания.
Наталья Александровна активно занималась общественной и благотворительной работой. Она оказывала постоянную помощь крестьянам: при пожарах, которые из-за тесной застройки, случались в Телуше очень часто, по настоянию жены Павел Аркадьевич выделял лес на постройку новых изб безвозмездно, а также отдавал молодняк скота. По воспоминаниям местного жителя, в Вавуличах имелись «воронцовские» сорта яблок и картофеля, семена для посадок крестьянам также предоставлялись бесплатно. Больным раздавались лекарства, в случае острой необходимости Наталья Александровна отправляла их к врачам в Вильно или Гомель за свой счёт.
В 1902 году был освящён Храм в честь Святого Николая, построенный на средства Воронцовых-Вельяминовых. В середине 1930-х годов храм использовали под зернохранилище. В годы войны его открыли на некоторое время, но в конце 1950-х богослужения вновь прекратились. Со временем храм продолжал разрушаться, и лишь в 1989 году началось его восстановление, а в декабре 1997 года состоялось освящение.
Долгие годы Н. А. Воронцова-Вельяминова была председательницей Бобруйского благотворительного общества. При её активном участии в Телуше была построена новая школа. Она заботилась о том, чтобы крестьянские дети овладели грамотой, а наиболее способные из них смогли продолжить образование. Некоторым она даже назначала стипендию. Особенное внимание Наталья Александровна уделяла образованию девочек и помогала им стать учительницами, акушерками. По воспоминаниям современников, Наталья Александровна в школе на Рождество организовывала утренники для крестьянских детей. Грамотные крестьяне получали от неё книги для чтения, она знакомила их с творчеством своего деда. Организовала Наталья Александровна и первые в Бобруйске ясли, куда принимали детей работающих женщин.
Семья Воронцовой-Вельяминовой приняла участие в создании Бобруйской городской библиотеки, которая носит имя великого поэта, и пополняла её фонд редкими изданиями. Сегодня это одна из старейших библиотек Республики Беларусь. К сожалению, многие книги погибли в годы Великой Отечественной войны, когда при отступлении немцы взорвали здание.
Одним из увлечений Натальи Александровны было цветоводство, она любила фиалки. Её усадьба славилась своими цветниками и аллеями. Согласно семейной легенде, именно семья Воронцовых-Вельяминовых высадила в Бобруйске первые каштаны около своего дома и дома сестёр Павла Аркадьевича. Некоторые из деревьев до сих пор растут в центре города.

Благотворительную деятельность Н. А. Воронцова- Вельяминова считала недостаточной: ей, женщине с нежной, чуткой к людскому горю душой, казалось порой, что это просто подачки богатых бедным, оскорбительные для тех и других. Внучка Пушкина видела смысл жизни в бескорыстном, самоотверженном служении людям, была убеждена, что можно и нужно сделать для родного народа больше, чем делает она. Огорчалась, что не все задуманное ею осуществлялось, и теплом искреннего человеческого участия, щедростью своего большого сердца согревала каждого, кто нуждался в помощи и поддержке.

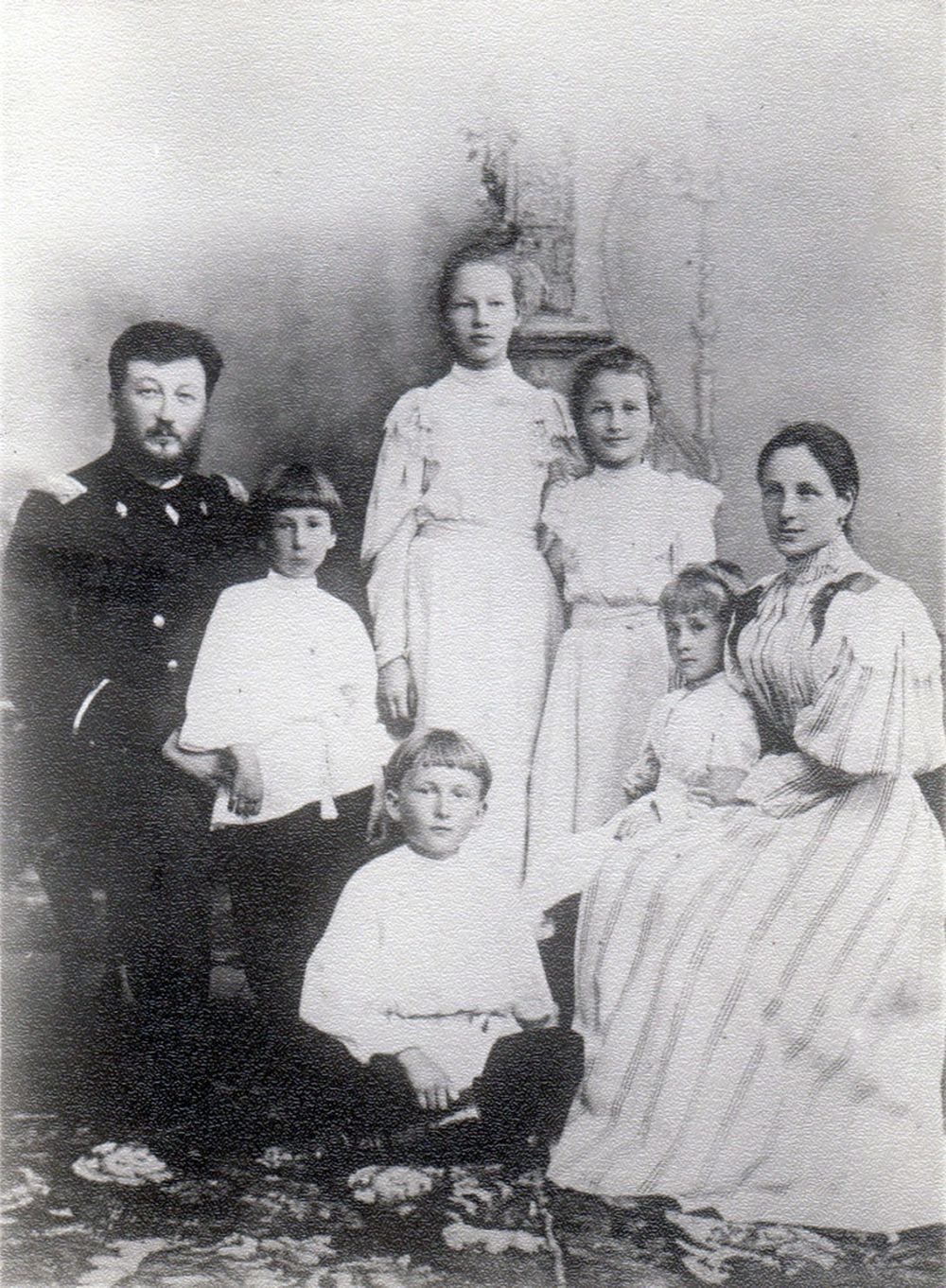
Н. А. и П. А. Воронцовы-Вельяминовы с детьми (слева направо): Феодосием, Михаилом, Марией, Софьей, Верой. 1890-е гг.

Наталья Александровна Воронцова-Вельяминова скончалась в 1912 году в Бобруйске и была похоронена в около Никольского храма в селе Телуша. На её могиле Павел Аркадьевич установил белоснежный мраморный памятник, который был разрушен в годы революции. В 1979 году, к 180-летию со дня рождения поэта, на могиле его внучки был установлен новый памятник.
В сентябре 2012 года на очередном заседании комиссии по канонизации святых Бобруйской епархии было принято решение начать работу по сбору материалов для канонизации в лике святых Н. А. Воронцовой-Вельяминовой. Её жизнеописание должны составить сотрудники комиссии иереи Димитрий Первий и Валентин Вайтусенко.

## Брак и дети
Муж (с 25 января 1881 года в Рязани) — Павел Аркадьевич Воронцов-Вельяминов (1854—1920), сын Аркадия Павловича Воронцова-Вельяминова (1822—1903) и Марии Петровны Голохвастовой (1831—1900). В браке родились:
- Григорий (1882—1882);
- Мария (1883—1932) — с 1906 года супруга Евгения Ипполитовича Клименко (1864—1932);
- Софья (1884—1974) — с 1916 до ? года (разв.) супруга Всеволода Александровича Кологривова (1881—ок. 1942);
- Михаил (1885—1951) — с 1911 года женат на Евгении Самойловне Бурнашевой, урождённой Богуславской (1881—1953);
- Феодосий (1888—1914) — погиб на фронте Первой мировой войны;
- Вера (1890—1920).